# Lycée Déodat-de-Séverac
 (novembre 2020).
Le lycée Déodat-de-Séverac est un établissement d'enseignement secondaire et supérieur public de la ville de Toulouse en Haute-Garonne. Il est situé sur le boulevard Déodat-de-Séverac dans le quartier de la Croix de Pierre. 
Il est nommé en hommage au compositeur français Déodat de Séverac (1872-1921).
En 2017, le lycée compte 1 502 élèves et un internat.

## Classement du lycée
En 2017, le lycée se classe 33e sur 37 au niveau départemental quant à la qualité d'enseignement, et 1981e sur 2277 au niveau national. Le classement s'établit sur trois critères : le taux de réussite au bac, la proportion d'élèves de première qui obtient le baccalauréat en ayant fait les deux dernières années de leur scolarité dans l'établissement, et la valeur ajoutée (calculée à partir de l'origine sociale des élèves, de leur âge et de leurs résultats au diplôme national du brevet).

## Enseignements
En 2016, le lycée proposait différentes sections enseignements allant du secondaire général, technologique et professionnel, jusqu'aux classes préparatoires aux grandes écoles ainsi que les BTS. Le lycée possède également une classe de 3ème préparatoire aux formations professionnelles.

### Secondaire
- Filières générales :
  - Littéraire (L)
  - Économique et Sociale (ES)
  - Scientifique (S), options :
    - Sciences de l'Ingénieur (SI)
    - Sciences de la Vie et de la Terre (SVT)
- Filières technologiques :
  - Sciences et Techniques de l’Industrie et du Développement Durable (STI2D), options :
    - Innovation Technologique et Eco-Conception (ITEC)
    - Systèmes d’Information et Numérique (SIN)
    - Énergies et Environnement (EE)
    - Architecture et Construction (AC))

  - Sciences et Technologies de Laboratoire (STL), options :
    - Sciences Physiques et Chimiques en Laboratoire (SPCL)

- Baccalauréat professionnel :
  - Electrotechnique, Energie, Equipements, Communicants (ELEEC)
  - Procédés de la Chimie et de l’Eau et des Papiers Cartons (PCEPC)
  - Maintenance des Equipements Industriels (MEI)
  - Systèmes Electroniques Numériques (SEN)

### Supérieur
- Brevet de Technicien Supérieur (BTS) :
  - Assistance Technique d’Ingénieur (ATI)
  - Métiers de la Chimie (MDC)
  - Contrôle Industriel et Régulation Automatique (CIRA)
  - Electrotechnique (ET)
  - Systèmes photoniques (SP)
  - Maintenance des Systèmes – Systèmes de Production (MS-SP)
  - Systèmes Numériques – Electronique et Communication (SN-EC)
- Classes Préparatoires aux Grandes Écoles (CPGE) :
  - Physique Technologie (PT)
  - Physique Sciences de l’Ingénieur (PSI*)
  - Physique Chimie (PC)
  - Physique, Technologie et Sciences de l’Ingénieur (PTSI)
  - Physique, Chimie et Sciences de l’Ingénieur (PCSI)